# 張淵翔
張淵翔（1977年8月31日—）是台灣中國國民黨籍政治人物，前基隆市政府民政處處長，前基隆市議會議員，前基隆市市長張通榮之子。2025年4月涉入偽造基隆市議員罷免連署司法爭議，因而被羈押並請辭基隆市政府民政處長，7月被起訴。

## 生平
張淵翔生於台灣省屏東縣，在基隆市成長，畢業於中國文化大學觀光系，國立海洋大學航管系碩士。父親張通榮曾任前基隆市議會議長、副議長、基隆市市長。
2016年曾任國民黨青年部主任，2018年當選第19屆基隆市議會中正區市議員，2022年第20屆基隆市議會中正區市議員選舉落選後，轉任謝國樑基隆市政府的民政處長。
2025年4月，發生張淵翔盜用個資案。在5月被羈押並請辭基隆市政府民政處長，7月被依《刑法》偽造私文書罪及《公職人員選舉罷免法》起訴。

## 選舉紀錄
| 年度 | 選舉屆數               | 選舉區             | 所屬政黨   | 得票數 | 得票率 | 當選標記 | 備註 |
| ---- | ---------------------- | ------------------ | ---------- | ------ | ------ | -------- | ---- |
| 2005 | 第十八屆長潭里里長選舉 | 基隆市中正區長潭里 | 無黨籍     |        |        |          |      |
| 2010 | 第十九屆長潭里里長選舉 | 基隆市中正區長潭里 | 無黨籍     | 308    | 75.31% |          |      |
| 2014 | 第十八屆基隆市議員選舉 | 基隆市第一選舉區   | 中國國民黨 | 3,588  | 14.44% |          |      |
| 2018 | 第十九屆基隆市議員選舉 | 基隆市第一選舉區   | 中國國民黨 | 4,407  | 18.58% |          |      |
| 2022 | 第二十屆基隆市議員選舉 | 基隆市第一選舉區   | 中國國民黨 | 3,808  | 16.34% |          |      |